# 大猶太會堂 (倫敦)

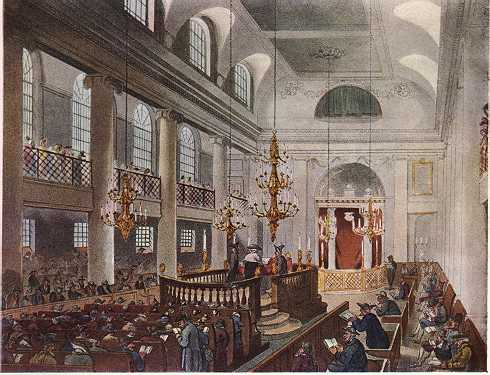
大猶太會堂

大猶太會堂（Great Synagogue of London）是英國倫敦的一座猶太會堂，也是當地阿什肯納茲猶太人的生活中心。倫敦大猶太會堂始建於1722年。在第二次世界大戰的倫敦大轟炸期間，大猶太會堂被納粹德國炸毀。